# Graham Greene (schrijver)

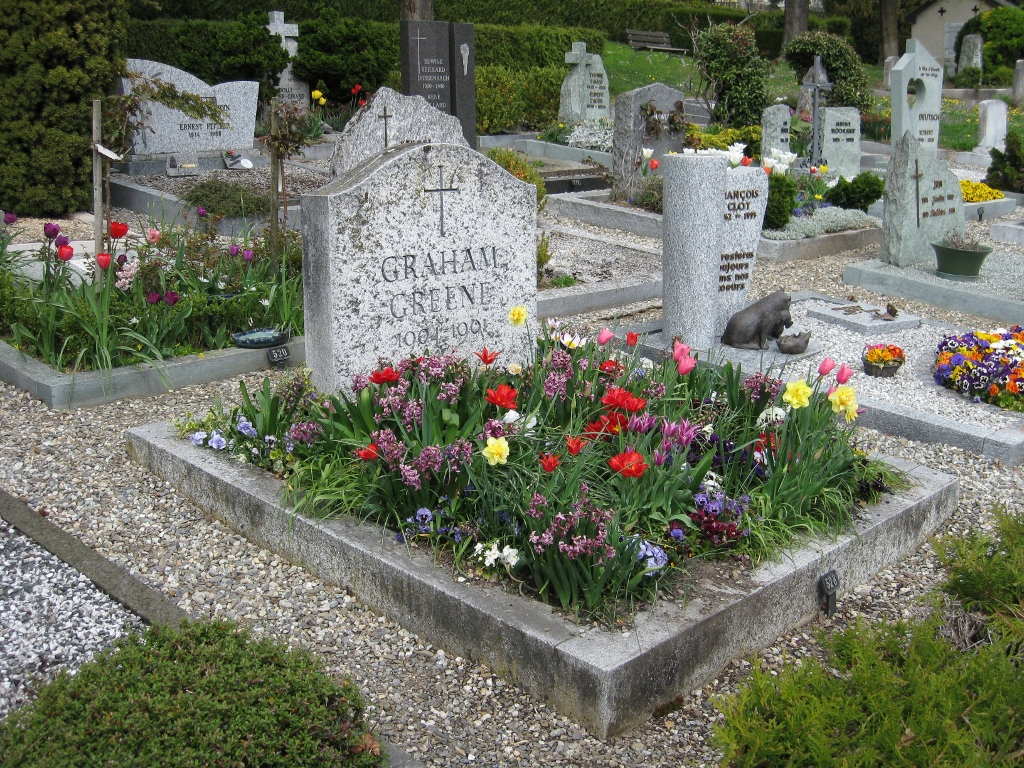
Graf in Corseaux, Zwitserland

Henry Graham Greene (Berkhamsted (Hertfordshire), 2 oktober 1904 – Vevey (Zwitserland), 3 april 1991) was een Engels schrijver en agent voor de Britse inlichtingendienst SIS.

## Levensloop
Graham Greene was de zoon van een leraar aan Berkhamsted School, de public school van het stadje waar hij opgroeide. Hij had vijf broers en zusters, van wie zijn broers Hugh en Raymond eveneens bekende Britten werden. Zijn ouders waren achterneef en -nicht, en lid van een invloedrijke familie. Graham was intern als leerling aan de school van zijn vader, die er inmiddels directeur was geworden. Hij werd zwaar gepest en leed aan depressies. Na enkele zelfmoordpogingen werd hij door zijn ouders voor zes maanden naar Londen gestuurd voor psychoanalyse, wat in 1920 zeer ongewoon was. Daarna maakte hij zijn school af als extern wonende leerling.
Greene studeerde geschiedenis aan het Balliol College aan de Universiteit van Oxford. Hij leed van tijd tot tijd aan depressies en bemoeide zich niet met zijn spraakmakende tijdgenoten, zoals Evelyn Waugh. Zijn eerste werk, de dichtbundel Babbling April, verscheen in 1925. De recensies waren negatief. Nadat hij afgestudeerd was werkte hij eerst als privéleraar, maar hij begon al snel aan een carrière als journalist. Ook werkte hij als filmrecensent.
In deze periode ontmoette hij Vivien Dayrell-Browning (1904-2003), die tot het katholicisme was bekeerd, en om met haar te kunnen trouwen werd ook Greene zelf katholiek. Het huwelijk van Graham en Vivien vond plaats in 1927. Zij kregen twee kinderen, Lucy (1933) en Francis (1936). Graham verliet zijn gezin in 1947, ze gingen formeel uit elkaar in 1948, maar in overeenstemming met de rooms-katholieke leer is het paar nooit gescheiden en duurde het huwelijk tot Grahams dood in 1991.
In 1938 kreeg hij een opdracht om naar Mexico te reizen en verslag uit te brengen over de religieuze vervolging in dat land.
Zijn boeken zijn geschreven in een modern-realistische stijl, en bevatten vaak figuren die twijfelen aan zichzelf en die in een donkere wereld leven. De twijfel gaat vaak ook over religieuze zaken.
Greenes boeken werden in eerste instantie onderverdeeld in twee genres. De thrillers en mysteries die als "vermaak" werden getypeerd, maar die vaak een zeer filosofische kant in zich hadden, en de hoog literaire boeken zoals The Power and the Glory waarop zijn reputatie was gebaseerd. Naarmate zijn carrière vorderde, bleek dat zijn vermaak vrijwel net zoveel waarde had als de literaire schrijfsels. De twee factoren werden in zijn latere boeken met veel succes met elkaar verweven. Voorbeelden zijn The Human Factor, The Comedians, Our Man in Havana en The Quiet American.
Nadat Greene het slachtoffer was geworden van een financiële oplichter, koos hij er in 1966 voor om Groot-Brittannië te verlaten en naar Antibes te verhuizen, om dicht bij Yvonne Cloetta te zijn, die hij kende sinds 1959. Deze relatie hield stand tot aan zijn dood. Hij woonde de laatste jaren van zijn leven in Vevey, aan het Meer van Genève in Zwitserland, dezelfde stad waar Charlie Chaplin op dat moment woonde. Hij bezocht Chaplin vaak, en de twee waren goede vrienden.

## Werken

### Romans
- The Man Within 1929
- The Name of Action 1930
- Rumour at Nightfall 1932
- Stamboul Train 1932
- It's a Battlefield 1934
- England Made Me 1935
- A Gun for Sale 1936 (in 1942 verfilmd als This Gun For Hire)
- Brighton Rock 1938
- The Confidential Agent 1939
- The Power and the Glory 1940
- The Ministry of Fear 1943
- The Heart of the Matter 1948
- The Third Man 1949 (voor een film van Carol Reed)
- The End of the Affair 1951
- Loser Takes All 1955
- The Quiet American 1955
- Our Man in Havana 1958
- A Burnt-Out Case 1961
- The Comedians 1966
- Travels with My Aunt 1969
- The Honorary Consul 1973
- The Human Factor 1978
- Doctor Fischer of Geneva 1980
- Monsignor Quixote 1982
- The Tenth man 1985(Geschreven in 1944)
- The Captain and the Enemy 1988

### Korte verhalen
- The Basement Room 1935 (8 verhalen)[3]
- Nineteen Stories 1947 (11 verhalen)
- Twenty-one Stories 1954 (21 verhalen), gedeeltelijk een heruitgave van The Basement Room en Nineteen Stories
- A Sense of Reality 1963 (7 verhalen)
- May We Borrow Your Husband? 1967 (12 verhalen)
- The Last Word and Other Stories 1990 (12 verhalen)
- The Basement Room 1935, (verfilmd als The Fallen Idol)

### Poëzie
- Babbling April 1925

### Drama
- The Living Room 1953
- The Potting Shed 1957
- The Complaisant Lover 1959

### Autobiografie
- A Sort of Life 1971
- Ways of Escape 1980
- Rat's Nest 1984 (autobiografie) (in Nederland populair, beter bekend als 'De Rattenvanger en het Buidelratje')
- A World of My Own 1992 (droomdagboek, postuum)
- Graham Greene: A Life in Letters (ed. Richard Greene). London: Little Brown, 2007

### Reisboeken
- Journey Without Maps 1936
- The Lawless Roads 1939
- In Search of a Character: Two African Journals 1961

### Kinderboeken
- The Little Train 1946
- The Little Fire Engine 1950
- The Little Horse Bus 1952
- The Little Steamroller 1955

- Bibsys: 90062258
- Biblioteca Nacional de Chile: 000034458
- Biblioteca Nacional de España: XX841297
- Bibliothèque nationale de France: cb11905807p (data)
- Catàleg d'autoritats de noms i títols de Catalunya: 981058521614106706
- CiNii: DA00045574
- Digitale Bibliotheek voor de Nederlandse Letteren: gree031
- Gemeinsame Normdatei: 11854179X
- International Standard Name Identifier: 0000 0001 2101 6384
- Library of Congress Control Number: n79021903
- Nationale Bibliotheek van Letland: 000027475
- MusicBrainz: 50c2d07b-13ca-41e3-b857-bfd1aef56857
- Bibliotheek van het Japanse parlement: 00441621
- Nationale Bibliotheek van Tsjechië: jn19990002859
- Nationale bibliotheek van Australië: 35148227
- Nationale Bibliotheek van Israël: 987007262184305171
- Nationale Bibliotheek van Polen: a0000001182583
- Nationale en Universitaire bibliotheek Zagreb: 000044143
- Nederlandse Thesaurus van Auteursnamen: 068683669
- Réseau des bibliothèques de Suisse occidentale: 02-A003317475
- Istituto Centrale per il Catalogo Unico: CFIV000343
- LIBRIS: 188647
- SNAC: w6wm1bjs
- Système universitaire de documentation: 026901927
- Trove: 842335
- Union List of Artist Names: 500224991
- Virtual International Authority File: 59083415
- WorldCat: E39PBJy8th4Dd7GqYDYKMhpVmd